# 基尔塔尔国家公园
基尔塔尔国家公园（信德语:کيرٿرنيشنلپارڪ）  是位於巴基斯坦信德省贾姆肖罗县基爾塔爾山脈的一個公園，該公园成立于1974年，占地面积超过3,087平方（1,192平方英里） ，是巴基斯坦第三大国家公园，仅次于中央喀喇昆仑国家公园和辛格尔国家公园。 
该公园內有波斯豹、条纹鬣狗、伊朗狼、蜜獾、赤羊、印度瞪羚、信德野山羊、印度黑羚等動物。